# Jordan
Jordan (hebrejsko נהר הירדן, latinizirano: nehar ha-Jarden, arabsko نهر الأردن, latinizirano: nahr al-Urdun) je reka na Arabskem polotoku. Teče skozi Izrael, Palestino in Jordanijo. Jordan velja za eno od svetih rek in je skoraj 200-krat omenjena v Svetem pismu.
Jordan se začenja pri sotočju rek Hasbani, Banias in Dan blizu v Antilibanonu pod goro Hermon. V pvem delu svojega toka ima kar precejšen padec. Po 75 km priteče v manjše močvirnato jezero Hula, ki leži nekoliko pod nivojem morja. Od tam teče Jordan naprej do Galilejskega jezera. Od tam odteka naprej proti jugu in se izliva v Mrtvo morje. V tem delu ima precej manjši padec, zato pred izlivom v Mrtvo morje oblikuje meandre. Tam se tok reke Jordan zaključi, saj Mrtvo morje nima odtoka, ampak se prazni z izhlapevanjem.

## Etimologija
Medtem ko je bilo predlaganih več hipotez o izvoru imena reke, je najbolj sprejeta ta, da izvira iz semitskega Yard|on - 'tok navzdol' <√ירד, kar odraža padec reke. Besede najdemo v aramejščini, hebrejščini in drugih semitskih jezikih. Prva zapisana uporaba imena se pojavlja kot Yārdon v staroegipčanskem papirusu Anastasi I., ki verjetno izvira iz časa Ramzesa II. . Zgodnje arabske kronike so reko imenovale Al-Urdunn.

## Geografija
Reka Jordan ima zgornji tok od izvirov do Galilejskega jezera in spodnji tok južno od tega vse do Mrtvega morja. V tradicionalni terminologiji se zgornji tok (ali večji del) običajno imenuje prehod skozi dolino Hula, v nasprotju z Zgornjo dolino Jordana; Galilejsko jezero, skozi katerega reka teče, je ločena enota; izraz Jordanska dolina je rezerviran za spodnji tok, ki ga napajata reki Jarmuk in  Zarqa.
Nad svojim zgornjim tokom, ki ga napaja reka Hasbani, vanjo pritečeta Banias in Dan, se reka hitro spušča v 75-kilometrskem toku do nekdaj velikega in močvirnega jezera Hula, ki je nekoliko nad morsko gladino. Če zapustimo zdaj že precej izgubljeno jezero, gre skozi še bolj strm spust še 25 kilometrov navzdol do Galilejskega jezera, v katerega vstopi na njegovem severnem koncu. Jordan odlaga večino blata, ki ga nosi v jezero, ki ga zapušča blizu južnega roba. Na tem mestu je reka približno 210 metrov pod morsko gladino. Zadnji 120 kilometrski dolg odsek sledi tistemu, kar se običajno imenuje 'dolina Jordana', ki ima manjši naklon (skupni padec je še 210 metrov), tako da reka meandrira pred vstopom v Mrtvo morje, končno jezero približno 422 m pod morsko gladino, brez izliva. V tem zadnjem odseku od vzhoda vstopata dva glavna pritoka: reki Jarmuk in Zarka.
Njen odsek severno od Galilejskega jezera je znotraj meja Izraela in tvori zahodno mejo Golanskega višavja. Južno od jezera tvori mejo med Kraljevino Jordanijo (na vzhodu) in Izraelom (na zahodu).

### Pritoki
Potoki, ki se združujejo, da bi ustvarili reko Jordan v njenem zgornjem porečju, so od zahoda do vzhoda:
- Iyyon (hebrejsko עיון Iyyon, arabsko دردره Dardara ali براغيث Braghith - na starih zemljevidih PEF (1871–77) kot Wadi el-Kharrar na območju Merj 'Ayun in Nahr Bareighit v spodnjem delu), vodotok, ki priteče iz Libanona.
- Hasbani (arabsko: الحاصباني Hasbani, hebrejskp שניר Snir ali Hatzbani), potok, ki izvira iz severozahodnega vznožja gore Hermon v Libanonu.
- Dan (arabsko اللدان Leddan, hebrejsko: דן Dan), potok, katerega izvir je tudi v vznožju gore Hermon.
- Banias (arabsko بانياس Banias, hebrejsko bodisi Banias ali חרמון Hermon), potok, ki izvira iz izvira pri Baniasu ob vznožju gore Hermon.

južno od Galilejskega jezera reka Jordan prejema vode nadaljnjih pritokov, od katerih sta glavni:
- Reka Jarmuk
- reka Zarka

Manjša pritoka v tem segmentu sta:
- Wadi al-Far'a
- Wadi Qelt

## Zgodovina

### 19. stoletje
V 19. stoletju so reko Jordan in Mrtvo morje z ladjo raziskoval predvsem Christopher Costigan leta 1835, Thomas Howard Molyneux leta 1847, William Francis Lynch leta 1848 in John MacGregor leta 1869. [8] Celotno besedilo knjige F. F. Lyncha iz leta 1849 (Pripoved o odpravi ZDA na reko Jordan in Mrtvo morje – Narrative of the United States' Expedition to the River Jordan and the Dead Sea ) je na voljo na spletu.

### 20. stoletje
Leta 1964 je Izrael začel z obratovanjem črpalne postaje, ki je vodo iz Galilejskega jezera preusmerila na Nacionalni vodni prenosnik (National Water Carrier). Tudi leta 1964 je Jordanija zgradila prekop, ki je vodo iz reke Jarmuk, glavnega pritoka reke Jordan, preusmeril v Vzhodni kanal Ghor. Tudi Sirija je zgradila zbiralnike, ki lovijo vodo reke Jarmuk. Okoljevarstveniki krivijo Izrael, Jordanijo in Sirijo za veliko škodo ekosistema reke Jordan.
V današnjem času se vode uporabljajo za človeške potrebe od 70 do 90 %, pretok pa se je močno zmanjšal. Zaradi tega in visoke stopnje izhlapevanja Mrtvega morja, pa tudi zaradi industrijskega pridobivanja soli skozi ribnike, se Mrtvo morje hitro krči.

### Izkopavanja
Leta 2019 je bila med četrtimi arheološkimi deli na najdišču Betsaida-Juliaa v Beithabbaku (El-Araj) na severni obali Galilejskega jezera blizu mesta, kjer vstopa reka Jordan, odkrita Cerkev apostolov. Izkopavanje sta opravila profesor Mordechai Aviam s Kinneret College in prof. R. Steven Notley z Nyack College. Verjamejo, da je bila ta cerkev v bizantinskem obdobju zgrajena nad hišo bratov apostolov, imenovanih Peter in Andrej. Izkopali so le južne prostore cerkve. V nekaterih odkopanih prostorih so našli dobro zaščiten okrasni mozaični tlak, pozlačene steklene tesere, v nekaterih odkopanih prostorih so našli marmornat kor, okrašen z vencem. Po besedah profesorja Notleyja:
»Imamo rimsko vas, v vasi imamo lončenino, kovance, tudi kamnite posode, ki so značilne za judovsko življenje 1.stoletja, zato zdaj krepimo naš predlog in identifikacijo, da je El-Araj veliko boljši kandidat za Betsaido kot e-Tell.«

## Glavni okoljski izzivi

### Zmanjšanje pretoka vode
Pretok reke Jordan je bil nekoč 1,3 milijarde kubičnih metrov na leto; od leta 2010 v Mrtvo morje priteče le 20 do 30 milijonov kubičnih metrov na leto. 

### Onesnaženje
Majhen odsek najsevernejšega dela Spodnjega Jordana, prvi ca. 3 kilometri pod Galilejskim jezerom je bil namenjen za krst in lokalni turizem. Najbolj onesnažen je 100 km nizvodni odsek - vijugav potok od sotočja z reko Jarmuk do Mrtvega morja. Okoljevarstveniki trdijo, da je praksa, da se kanalizacija in brakična voda izliva v reko, skoraj uničila njen ekosistem. Za reševanje Jordana bi rabili desetletja. Leta 2007 je FoEME reko Jordan poimenoval kot eno izmed najbolj ogroženih ekoloških območij na svetu, deloma zaradi pomanjkanja sodelovanja med Izraelom in sosednjimi arabskimi državami. 

## Vodna politika
Nedavna literatura prikazuje vlogo asimetrije moči in diskurzov in pripovedi pri oblikovanju vodne politike v porečju reke Jordan.

## Ceste, prečkanja meje, mostovi

### Ceste
Cesta 90, katere del je dobil ime po Rehavam Zeevi, povezuje severni in južni del Zahodnega brega, ki ga je zasedel Izrael in je vzporedna z reko Jordan na zahodni strani.

### Mejni prehodi (odprti mostovi)
Obstajata dva mejna prehoda med Izraelom in Jordanijo, ki prečkata reko z mostom. Severni most, čez reko Jordan ali most šejk Hussein je blizu Beit She'ana; južni most, most Allenby (tudi most kralja Huseina), je v bližini Jeriha.

### Mostovi (zgodovinski; sodobni – odprt in zaprt)
Od severa do juga:
- Most Bnot Ya'akov (hebrejsko: Gesher Bnot Ya'akov, "Hčere Jakobovega mostu") je najbolj znan v Izraelu
- Arikov most na severnem koncu Galilejskega jezera; omogoča dostop do osrednjega Golanskega višavja, je bil ključnega pomena v vojnah 1967 in 1973
- Al-Sinnabra, na mestu, kjer je v preteklosti reka iztekala iz Galilejskega jezera; arheologi so izkopali nekaj ostankov
- Jisr el-Majami' severno od Beit She'an / Beisan; zaprt
- Damiya ali Adamov most na pol poti med Jerihom in Beit She'an; zaprt
- Most kralja Abdulaha južno od mostu Allenby; zaprt

## Pomen kot vodni vir
Do prvega desetletja 21. stoletja so bile vode reke Jordan največji vodni vir Izraela; v zadnjem času je to vlogo prevzela razsoljena morska voda iz Sredozemlja. Izraelski nacionalni vodni kanal, dokončan leta 1964, je več kot štiri desetletja dovajal vodo iz Galilejskega jezera v izraelsko obalno ravnico, dokler dolgotrajna suša ni pripeljala do opustitve te rešitve v korist razsoljevanja.
Jordanija dobi iz reke 50.000.000 kubičnih metrov vode, količino, ki je urejena z mirovno pogodbo iz leta 1994 z Izraelom . V preteklosti je bil eden glavnih vodnih virov v Jordaniji reka Jordan, s pretokom 1,3 milijarde m3 na leto. Toda potem, ko je Izrael leta 1953 zgradil Nacionalni vodni prekop in vodo preusmeril iz Galilejskega jezera v izraelske obalne nižine in južno puščavo, je tok reke Spodnji Jordan močno upadel. Količina 50 MCM na leto, ki jo Izrael zagotavlja iz Galilejskega jezera kot del mirovne pogodbe iz leta 1994, naj bi nadomestil to izgubo. Študija iz leta 2010 je pokazala, da se je reka Spodnji Jordan zmanjšala na 2 % njenega preteklega pretoka . Kvaliteta vode se je prav tako močno poslabšala, z visokimi stopnjami slanosti in onesnaženosti zaradi kmetijskih gnojil in neobdelanih odpadnih voda v Izraelu in na Zahodnem bregu.
Konflikti glede voda reke Jordan so bili dejavnik šestdnevne vojne, ko je Sirija leta 1965, v sodelovanju z Libanonom in Jordanijo poskušala preusmeriti del svojih vodnih površin . Preusmeritvena dela bi zmanjšala razpoložljivost vode za Izrael za približno 35 %, celotna oskrba Izraela z vodo pa za približno 11 %.

## Verski pomen

### Hebrejska Biblija
V hebrejski Bibliji je Jordanija omenjena kot vir rodovitnosti velike ravnice ("Kikkar ha-Yarden"), za katero pravijo, da jo zaliva kot "Gospodov vrt" (Geneza 13:10). V Bibliji ni rednega opisa Jordana; dani so le razpršeni in nedoločeni sklici nanjo. Jakob je prestopil čeznjo in njegov pritok, Jabbok (sodobni Al-Zarqa), na poti nazaj iz Harana (Geneza 32:11, 32: 23–24). Opaženo je, da je razmejitvena črta med "dvema plemenoma in pol plemenom" naseljenim na vzhodu (Numeri 34:15) in "devetimi plemeni in pol plemena Manasseh", ki so se pod vodstvom Jošue naselili na zahod (Jošua 13: 7, passim).
Nasproti Jeriha so ga imenovali »Jerihonski Jordan« (Numeri 34:15; 35:1). Jordan ima številne plitvine in ena izmed njih je znana kot kraj, kjer so mnoge Efraimiti pobili Jeftaji (Sodniki 12: 5–6). Zdi se, da gre za iste plitvine, ki so omenjene kot v bližini Bet-bare, kjer je Gideon čakal Midžance (Sodniki 7:24). Na ravnici Jordana, med Succothom in Zarthanom, so glinena tla, kjer je imel Salomon svoje livarne medenine (1 knjiga kraljev 7:46). V 2 Knjigi kraljev 6: 1-4 je dolina Jordana prikazana kot gozdna regija. Biblijski komentator Albert Barnes je predlagal, da so bila »drevesa v večini delov Palestine redka, v dolini Jordana pa obilna«. 
V svetopisemski zgodovini je Jordan prikazan kot prizorišče več čudežev, ki se je zgodil prvič, ko so Izraelci pod Jošuom prečkali Jordan, blizu Jeriha (Jošua 3: 15–17). Kasneje sta dve plemeni in pol pleme, ki sta se naselila vzhodno od Jordana, na svojih bregovih postavila velik oltar kot 'priča' med njima in drugimi plemeni (Jošua 22:10, 22:26, dalje). Jordan sta prečkala Elija in Eliša na suhih tleh (2 knjiga kraljev 2: 8, 2:14). Prerok in delavec čudežev Elizej sta na Jordanu storil dva čudeža: ozdravil je Naamanovo gobavost, tako da se je kopal v njegovi vodi (2 Knjiga kraljev 5:14) in naredil je glavo sekire, ki jo je izgubil eden od 'otrok prerokov' lebdeti tako, da vrže košček lesa v vodo (2. Knjiga kraljev 6: 6).
Yom HaAliyah (Dan Aliyah, hebrejsko יום העלייה) je izraelski državni praznik, ki se vsako deseto leto hebrejskega meseca Nisan praznuje v počastitev Izraelcev, ki so prečkali reko Jordan v deželo Izrael, medtem ko so nosili Skrinjo zaveze, kot je bilo zabeleženo v knjigi Jošue iz hebrejske Biblije.

### Nova zaveza
Nova zaveza pravi, da je Janez Krstnik v Jordanu krstil do kesanja (Matej 3: 5–6; Marko 1: 5; Luka 3: 3; Janez 1: 28). O teh krstnih dejanjih se poroča tudi, da so se zgodila v Bethabari (Janez 1,28).
Jezus je prišel, da bi tam krstil (Matej 3,13; Marko 1: 9; Luka 3:21, 4: 1). Jordan je tudi tam, kjer je Janez Krstnik napovedal Jezusa kot božjega sina in božjega jagnjeta (Janez 1: 29–36).
O prerokbi Izaije o Mesiji, ki imenuje Jordan (Izaija 9: 1–2), je razvidno tudi v Mateju 4:15.
Nova zaveza večkrat govori o tem, da je Jezus med službo prestopil Jordan (Matej 19: 1; Marko 10: 1) in o vernikih, ki so prečkali Jordan, da bi ga prišli poslušat kako pridiga in zdravi bolezni (Matej 4:25; Marko 3: 7–8). Ko so ga sovražniki želeli zajeti, se je Jezus zatekel ob reki v kraj, kjer ga je Janez prvič krstil (Janez 10: 39–40).
Učennjaki so zaključili, da mesto, imenovano Al-Maghtas na vzhodni strani, že dolgo velja za mesto Jezusovega krsta in romarsko mesto, čeprav večina sedanjih romarjev odhaja na lokacijo na zahodni strani, Qasr el Yahud, tudi davno ustanovljen, vendar ne tako zgodaj. To je privedlo do izbire Al-Maghtasa za seznam Unescove svetovne dediščine, ki je potekala leta 2015.

### Kulturni pomen

#### Simbolizem
Ker se po judovski tradiciji Izraelci podajo na težko in nevarno pot iz suženjstva v Egiptu do svobode v Obljubljeni deželi, se Jordan lahko sklicuje na svobodo. Dejanski prehod je zadnji korak potovanja, ki je nato končano.

#### Krst kraljev
Zaradi Jezusovega krsta je voda zz Jordana uporabljena za krst dedičev in knezov v več krščanskih kraljevskih hišah, kot so primeri princa Jurija iz Cambridge, Simeona Bolgarskega  in Jamesa Ogilvyja. 

#### Krščanska poezija in glasba
Jordan je pogost simbol v ljudski, evangelijski in duhovni glasbi ter v pesniških in literarnih delih.
Na Jezusovo krst se v himni sklicuje reformator Martin Luther, Kristus unser Herr zum Jordan kam (1541), je osnova za kantato Johanna Sebastiana Bacha, Kristus unser Herr zum Jordan kam, BWV 7 (1724).
Reka Jordan je predvsem zaradi svojega bogatega duhovnega pomena dala navdih za nešteto pesmi, hvalnic in zgodb, vključno s tradicionalnimi afroameriškimi duhovnimi / ljudskimi pesmimi Michael Row the Boat Ashore, Deep River in Roll, Jordan, Roll. Omenja se ga v pesmih Eve of Destruction, Will You Be There in The Wayfaring Stranger ter v Ol' Man River iz glasbene Show Boat. The Far Side Banks of Jordan  Johnnyja Casha in June Carter Cash na z grammyjen nagrajenem albumu, Pess On, omenja reko Jordan, pa tudi Obljubljeno deželo. Reka Jordan je tudi predmet Roots rock reggae pesmi umetnika Burninga Speara. Beloruska skupina Spasenie je tej temi namenila cel album Prečkanje Jordana. 